# Fourques (Gard)
Fourques település Franciaországban, Gard megyében. Lakosainak száma 2701 fő (2022. január 1.). Fourques Arles, Beaucaire, Bellegarde és Saint-Gilles községekkel határos.

## Népesség
A település népességének változása:
| Lakosok száma | 1492 | 2047 | 2251 | 2742 | 2875 | 2880 | 2891 | 2796 | 2748 | 2701 |
|               | 1968 | 1982 | 1990 | 2006 | 2013 | 2015 | 2017 | 2019 | 2020 | 2022 |